# Axylia ruficosta
Axylia ruficosta là một loài bướm đêm trong họ Noctuidae.